# Nandaysittich
Der Nandaysittich (Aratinga nenday, Syn.: Nandayus nenday) ist eine Vogelart aus der Unterfamilie der Neuweltpapageien. Die Art kommt in Südamerika vor.

## Erscheinungsbild
Der Nandaysittich erreicht eine Körperlänge von 30 Zentimetern. Das Gefieder ist überwiegend grün. Auffallend ist der überwiegend schwarze Kopf: Stirn, Scheitel, Zügel, Wangen und Kinn sind schwarz. Dagegen sind der Hinterkopf und der Nacken sowie die Ohrdecken gelbgrün. 
Die Brust ist auffallend blau überhaucht. Die Unterbrust und der Bauch sind gelbgrün, der Rücken sowie die Oberschwanzdecken sind grün. Die Unterschwanzdecken sind gelbgrün. Die Schwanzfedern sind auf der Unterseite tief dunkelgrau, auf der Oberseite sind sie olivgrün und enden in einer blauen Spitze. Der Schnabel ist schwarz. 

## Verbreitungsgebiet und Verhalten

Verbreitungsgebiet des Nandaysittichs

Der Nandaysitich kommt im Südosten Boliviens, im Süden des Mato Grosso, in Paraguay und im Norden von Argentinien vor. Als Lebensraum nutzt er vor allem Savannen und Palmenhaine. Mitunter bildet er große Schwärme. Die Tiere ernähren sich von Sämereien, Früchten, Nüssen und Beeren. Sie sind Höhlenbrüter, die gelegentlich auch Höhlungen in Zaunpfählen beziehen.

## Haltung
Der Nandaysittich wurde erstmals 1870 nach Europa importiert. Er spielt nach wie vor in der Ziervogelhaltung eine Rolle. Für eine artgerechte Haltung ist eine mindestens paarweise Haltung in Volieren notwendig.

## Etymologie und Forschungsgeschichte
Die Erstbeschreibung des Nandaysittichs erfolgte 1823 durch Louis Pierre Vieillot unter dem wissenschaftlichen Namen Psittacus nenday. Als Verbreitungsgebiet gab er Paraguay an und bezog sich auf Maracaná del ñendáy von Félix de Azara. 1824 führte Johann Baptist von Spix die für die Wissenschaft neue Gattung Aratinga ein. Der Begriff leitet sich aus der Tupi-Sprache ab. Dort steht Ará tinga für einen hellen Vogel bzw. Papagei. Der Artname nenday bedeutet in der Guaraní-sprache lauter Redner und steht für den Nandaysittich. Alfred Laubmann hatte für sein Werk Die Vögel von Paraguay fünf Bälge, gesammelt von Eugen Josef Robert Schuhmacher (1906–1973) und Hans Krieg (1888–1970) in Puerto Casado im Gran Chaco und in Monte Sociedad, zur Verfügung. Außerdem lagen ihm vier Exponate gesammelt von Emil Weiske (1867–1950) und Berthold Krüger in Concepción vor. In der Literatur sah er z. B. in Ytanu durch John James Dalgleish, in Fortin Page am Río Pilcomayo, in Waikthlatingmayalwa, in Carayá Vuelta und in Riacho Verde im Gran Chaco durch John Graham Kerr, in Bahía Negra im Departamento Alto Paraguay durch Claude Henry Baxter Grant, in Monte Sociedad durch Arnaldo de Winkelried Bertoni und in Puerto Pinasco im Departamento Presidente Hayes durch Alexander Wetmore Nachweise für das Land. Laubmann kam aus seinem Vergleichsmaterial zu Nandayus nenday campicola Brodkorb, 1938 aus dem gleichen Verbreitungsgebiet zu dem Schluss, dass keine signifikanten Unterschiede zur Nominatform besteht. Campicola ist ein Wortgebilde aus lateinisch campus, campi ‚Feld‘ und lateinisch -cola, colere ‚-bewohnend, Bewohner‘.

## Belege